# 955 Alstede
Alstede (asteroide 955) é um asteroide da cintura principal com um diâmetro de 17,33 quilómetros, a 1,8444836 UA. Possui uma excentricidade de 0,2892772 e um período orbital de 1 527,04 dias (4,18 anos).
Alstede tem uma velocidade orbital média de 18,48866143 km/s e uma inclinação de 10,68639º.
Esse asteroide foi descoberto em 5 de Agosto de 1921 por Karl Reinmuth.